# 利弗莫爾循環
利弗莫爾循環（英語：Livermore loops，也稱為利弗莫爾Fortran核或LFK）是電腦並行計算的基準测试。它是由Francis H. McMahon從勞倫斯利弗莫爾國家實驗室的計算機上運行的科學源代碼創建的。它由24個循環組成，其中一些可以被矢量化，而另一些不能。 
該基準於1986年發佈为《利弗莫爾Fortran核：一種數学性能的計算機測試》。
利弗莫爾循環最初是用Fortran編寫的，但後來被移植到許多編程語言中。 
每個循環執行一個數學核。這些核有：
- 流体力学
- 不完全的楚列斯基共轭梯度法
- 内积
- 帶狀線性系統法
- 三對角線性系統法
- 一般线性微分方程
- 状态方程
- 交替方向隱式整合
- 整合預測因子
- 差異預測因子
- 一阶和
- 一阶差分
- 2-D单元格粒子
- 1-D单元格粒子
- 任意Fortran
- 蒙地卡羅搜索
- 隱式條件計算
- 二维显式流体力学计算
- 离散坐标转置
- 矩陣-矩陣转置
- 普朗克定律
- 二维隐式流体力学计算
- 数组中最小值的第一个位置

## 外部連結
- 利弗莫爾循環，Fortran版（页面存档备份，存于）
- 利弗莫爾循環，C版（页面存档备份，存于）